# 日本國鐵DF41型柴油機車
DF41型柴油机车（日语：DF41形ディーゼル機関車）是日本國有鐵道的电力传动柴油機車車型之一，由汽車製造、東洋電機製造、三井造船于1958年设计制造。该型机车属于实验性车型，仅试制了一台并未投入批量生产。

## 开发背景
1950年代初，受到美国和联邦德国大力推动牵引动力内燃化改革的影响，日本国有铁道也开始计划非电气化干线的牵引动力现代化。随着旧金山和平条约的签订，日本在1952年完成了从统制经济到市场经济的转变，正式结束了石油制品统制制度，日本国铁随即恢复新型柴油机车的研制工作。在国铁柴油机车处于开发和摸索阶段的1950年代，日本国内的铁路机车制造商先后试制了一系列原型车，日本国铁并与制造商订立了车辆贷借契约，以租借的名义将这些原型车纳入国铁车辆编制及进行试验，1958年研制成功的DF41型柴油机车即为其中之一。
1959年，日本国铁从汽車製造借入DF41 1号机车，并配属于福知山鐵道管理局福知山机关区，投入山陰本線和福知山線使用，后来改称为DF92型柴油机车。1962年3月。DF41 1号机车正式从国铁车辆编制除籍，并返还汽車製造。

## 技術特點
DF41型柴油机车是由汽車製造自行开发研制的电力传动干线柴油机车，其中车体及转向架等机械部分由汽车制造提供，牵引发电机和牵引电动机等电器设备由东洋电机提供，柴油机则由三井造船提供。机车采用双端司机室和内走廊结构的箱型车体，司机室外形类似于同时期的EH10型电力机车，前窗部分在中央分割为左右两块玻璃并稍微具有后倾角，但DF41型柴油机车还采用带有贯通门的贯通式结构，以便機車重聯时乘务人员通过到另一台机车。机车上还搭载一台为旅客列车供暖的SG3型蒸汽锅炉。机车走行部为两台三轴转向架，牵引电动机采用轴悬式驱动方式，输出的扭矩通过一级减速齿轮传递给轮对，牵引齿轮传动比为3.94（17：67）。
DF51型柴油机车装用一台三井造船制造的DE1222VL-34V型柴油机，由丹麦布尔迈斯特和韦恩公司转让技术及授权生产。这是一种二冲程、12气缸、废气涡轮增压的水冷式V型中速柴油机，气缸夹角为40°；小时功率为1450马力（1080千瓦），额定转速为每分钟860转；持续功率为1320马力（980千瓦），额定转速为每分钟800转。
传动系统使用直—直流电传动装置，柴油机直接驱动一台直流牵引发电机，并将发出的直流电供给六台并联的直流牵引电动机。机车装用一台TDKG902A型牵引发电机，额定功率为820千瓦，额定电压为440伏特，额定电流为1860安培，额定转速为每分钟800转。每个转向架装有三台TDK539A型串励直流牵引电动机，额定功率为123千瓦，额定电压为440伏特，额定电流为350安培，额定转速为每分钟650转，冷却方式为半密闭式强迫通风。